# Бухряков, Денис Иванович
Дени́с Ива́нович Бухряко́в (28 апреля 1981, Благовещенск, СССР) — российский футболист, защитник. Мастер спорта (2013).

## Карьера
Воспитанник благовещенского футбола, в 1999 году провёл один матч за местный «Амур», который выступал во Втором дивизионе. В следующем сезоне за клуб заявлен не был, однако с 2001 по 2003 годы провёл 65 матчей за клуб из Благовещенска. Во время турнира «Надежда», который проходил в ноябре 2003 года, главному тренеру краснодарской «Кубани» Николаю Южанину приглянулся Бухряков, и он пригласил его на первый сбор команды в декабре того же года.
В итоге Денис перешёл в «Чкаловец‑1936» из Новосибирска и в первый же сезон вместе с клубом добился права выступать в Первом дивизионе. В 2005 и 2006 годах Бухряков был основным центральным защитником клуба, однако в сезоне 2007, когда Сибирь едва не вышла в Премьер-лигу, новый тренер клуба Владимир Файзулин предпочитал ему россиян Альберта Борзенкова, Константина Гордиюка и чеха Томаша Выходила. В 2009 году Сибирь вышла в Премьер-лигу, хотя сам футболист провёл не лучший сезон в клубе, сперва была дисквалификация на 6 матчей, после потасовки после домашнего матча с махачкалинским «Анжи», а потом травма. 10 декабря 2009 года Бухряков продлил соглашение с «Сибирью» на один год. В дебютном матче Премьер-лиги против грозненского «Терека» получил две жёлтые карточки и был удалён. В летнее межсезонье 2013 года вернулся в «Сибирь», подписав контракт на 2 года.
После последнего тура первенства России в Первом дивизионе против «Читы»,[уточнить] который для Бухрякова стал 150 в составе «Сибири», Денис стал единственным футболистом, который выводил новосибирский клуб и в первый дивизион (в 2004), и в Премьер-лигу (в 2009).

## Достижения
- Второе место в Первом дивизионе: 2009 (выход в Премьер-лигу)